# Blue Tears
Blue Tears war eine US-amerikanische Glam-Metal-Band aus Jackson, Tennessee, welche einen kurzen Erfolg in den späten Achtzigern genoss. Die Band geriet jedoch, aufgrund der Grunge und Alternative-Metal-Welle, in Vergessenheit und die Mitglieder arbeiteten an anderen Projekten. Jedoch, gründete die Band sich 2005 neu und brachte ein neues Album raus. Der Leadsänger Gregg Fulkerson starb am 14. April 2009, weswegen sich die Band endgültig aufgelöst hat.

## Geschichte
Frontmann Gregg Fulkerson gründete 1983 mit 17 Jahren die Band "Sahara" mit ein paar Freunden. Die Band spielte zuerst Covers auf kleinen Konzerten in ihrer Heimatstadt, jedoch fingen sie schnell an eigene Lieder zu spielen und Konzerte mit rund 1.000 Leuten zu geben.
Die Band nahm mehrere Demos in Fulkersons Schlafzimmer auf und das Radio spielte sie ständig. Eine dieser Demos erreichte eine in Los Angeles beheimatete Plattenfirma: MCA Records. Bald darauf unterschrieben sie den Plattenvertrag. Zwei Monate bevor die Band ihr Debütalbum herausbrachte, änderten sie ihren Namen in Blue Tears.
Das Debütalbum erschien im Juni 1990 mit der Leadsingle "Rockin' With the Radio", welche ein Musikvideo bekam. Die zweite Single "Innocent Kiss" erhielt auch eine sehr große Promotion. Das Album hieß ursprünglich "Thunder of the Night" und auch unter diesem Namen beworben, jedoch benannte man bei der Veröffentlichung das Album nach der Band. Unglücklicherweise, stellte die Band nur ein weiteres Glam Metal-Werk in einer verschwindenden Szene dar.
Die Band betrat 1991 erneut das Studio und brachte neue Lieder für ein neues Album raus. Zu den neuen Tracks gehörten: "Long Way Home", "Kisses In The Dark", "With You Tonight", "Follow Your Heart" und "Summer Girl". Jedoch entschied sich MCA, aufgrund der hohen Popularität des Grunges bei MTV, das Album nicht zu veröffentlichen. Aber, die nicht erschienenen Lieder wurden 15 Jahre später auf einem Soloalbum von Fulkerson veröffentlicht.
Die Bandmitglieder beteiligten sich an anderen Projekten. Allen voran, arbeiteten Fulkerson und Spears mit Stryper-Frontmann Michael Sweet an dessen gleichnamigen Soloalbum. Jay Price nahm Alben mit  the likes of Dave Koz und Hootie and the Blowfish auf.
2002 arbeiteten Fulkerson und Spears zusammen an einem anderen Projekt namens Attraction 65. Zu der Zeit war Blue Tears schon eine Art Kult. Fulkerson entschied sich zwei Kompilationen von nie erschienenen Blue Tears-Liedern zu machen, die eine hieß "Mad, Bad and Dangerous" und die andere " Dancin' On the Backstreets". Beide wurden von Sun City Records veröffentlicht.
Jedoch veröffentlichte Blue Tears (nur mit Fulkerson als Originalmitglied) 2006 ein neues Album mit dem Namen The Innocent Ones.
2009 erschien die Nachricht auf der MySpace-Seite der Country-Sängerin Jessica Miller, dass Fulkerson am Morgen des 14. April, im Alter von 44 Jahren, gestorben ist. Er war das letzte Originalmitglied der Band und die Person, die sie zusammen hielt. Mit seinem Tod löste sich auch die Band auf.

## Diskografie
- 1990: Blue Tears
- 2005: Mad, Bad and Dangerous
- 2005: Dancin' on the Back Streets
- 2006: The Innocent Ones